# John Little (Basketballspieler)
John Little (* 24. September 1984 in Peoria, Illinois) ist ein ehemaliger US-amerikanischer Basketballspieler. Little bestritt zwischen 2008 und 2016 285 Spiele in der Basketball-Bundesliga für Göttingen, Würzburg, Ludwigsburg, Frankfurt und Jena.

## Karriere
John Little spielte während seines Studiums an der University of Northern Iowa in Cedar Falls für die Hochschulmannschaft Panthers in der ersten NCAA-Division. Danach arbeitete er während seines Master-Studiums im sportlichen Stab der Unimannschaft. 2008 holte ihn Trainer John Patrick zusammen mit seinem langjährigen Mannschaftskameraden bei den Panthers Ben Jacobson zum deutschen Erstligisten BG Göttingen. In der Folge konnte sich der Verein, der 2007 in die erste Liga aufgestiegen war, in der Liga etablieren. 2010 gelang sogar mit dem Gewinn der EuroChallenge der erst dritte Europapokalgewinn einer deutschen Vereinsmannschaft überhaupt. Während Jacobson den Verein danach wieder verließ, folgte Little Trainer Patrick, als dieser beim Erstligaaufsteiger s.Oliver Baskets Würzburg 2011 einen Vertrag unterschrieb.
Im Jahr 2015 unterschrieb der für seine gute Verteidigungsarbeit bekannte Little dann einen Vertrag bei den MHP Riesen Ludwigsburg, schloss sich aber bereits ein Jahr später den Skyliners Frankfurt an. 2016 gewann er mit Frankfurt den FIBA Europe Cup. Nach Saisonende erhielt Little in Frankfurt keinen neuen Vertrag und schloss sich im Oktober 2016 BBL-Aufsteiger Science City Jena an. Nach nur sechs Wochen beendete man die Zusammenarbeit, da man sich auf keinen kurzzeitigen Folgevertrag einigen konnte.
2017 wurde er Mitglied des Trainerstabes der Basketballmannschaft der University of Northern Iowa und kehrte damit an eine frühere Wirkungsstätte zurück. Little übernahm im Stab die Aufgabe der Videospieler- und -gegnersichtung. 2019 wurde er Assistenztrainer der Wisconsin Herd, dem NBA G-League-Team der Milwaukee Bucks.